# Економіка. Інструкція з використання
Економіка. Інструкція з використання (англ. Economics: The User's Guide) — книга корейського економіста, колумніста видання Guardian, лектора Кембриджського університету, автора міжнародного бестселера «Злі самаритяни» Ха-Юн Чанґа. Вперше опублікована 1 травня 2014 року. 

## Огляд книги
У своєму бестселері «23 прихованих факти про капіталізм» кембриджський економіст Ха-Юн Чанґ професійно розвіяв міфи неокласичної економіки. Тепер автор зачіпає тему економічної теорії в цілому та як вона функціонує в сучасних умовах.
«Економіка. Інструкція з використання» — це захоплююча робота Чанґа, в якій він, нехтуючи традиційними економічними підходами, пропонує ідеї та погляди, яких не відшукати в звичайних навчальних посібниках.
Природа економіки як науки цілком відрізняється від інших наук. В ній неможливо досягти консенсусу. За словами автора, економіка — це політика. І тут не потрібно шукати єдиного правильної відповіді, тому що дискусія з цього приводу не матиме кінця.  [Архівовано 23 листопада 2018 у Wayback Machine.]
На відміну від багатьох економістів, які дотримуються єдиних поглядів в рамках своєї дисципліни, Ха-Юн Чанґ пропонує широкий спектр економічних теорій від класичної до Кейнсіанства, висвітлюючи всі їхні переваги й недоліки та пояснюючи чому неможливо достеменно пояснити мотиви економічної поведінки. Автору було присуджено Wassily Leontief Prize за просування меж економічної думки та критику невдач діючої економічної системи.
Стислий економічний посібник, в якому вміщено чітку та точну картину глобальної економіки та її вплив на наше повсякденне життя.  [Архівовано 29 серпня 2018 у Wayback Machine.]

## Переклад українською
- Ха-Юн Чанґ. Економіка. Інструкція з використання / пер. Андрій Лапін. К.: Наш Формат, 2016. — 400 с. — ISBN 978-617-7279-42-5